# Liste der Kulturdenkmäler in Gutenberg/Nahe
In der Liste der Kulturdenkmäler in Gutenberg sind alle Kulturdenkmäler der rheinland-pfälzischen Ortsgemeinde Gutenberg aufgeführt. Grundlage ist die Denkmalliste des Landes Rheinland-Pfalz (Stand: 2. August 2023).

## Denkmalzonen
| Bezeichnung                     | Lage                                       | Baujahr | Beschreibung | Bild                           |
| ------------------------------- | ------------------------------------------ | ------- | --- | ------------------------------ |
| Denkmalzone Burgruine Gutenberg | nördlich des Ortes auf dem Schloßberg Lage | 1213    | Rechteckanlage mit Ecktürmen; Teile der Schildmauer, Rundturm über dem Zwinger der 1213 angelegten, im 17. Jahrhundert zerstörten Burg | weitere Bilder Fotos hochladen |

## Einzeldenkmäler
| Bezeichnung         | Lage                | Baujahr                              | Beschreibung                                                                          | Bild |
| ------------------- | ------------------- | ------------------------------------ | ------------------------------------------------------------------------------------- | ---- |
| Evangelische Kirche | Hauptstraße Lage    | 1769                                 | ehemalige Simultankirche, spätbarocker Saalbau, bezeichnet 1769                       | BW   |
| Wohnhaus            | Hauptstraße 13 Lage | erste Hälfte des 19. Jahrhunderts    | klassizistischer Walmdachbau, Fachwerk verputzt, erste Hälfte des 19. Jahrhunderts    | BW   |
| Schulhaus           | Hauptstraße 28 Lage | um 1870/80                           | ehemalige Schule; spätklassizistischer Walmdachbau, um 1870/80                        | BW   |
| Wohnhaus            | Hauptstraße 34 Lage | 18. oder Anfang des 19. Jahrhunderts | Fachwerkhaus, teilweise massiv, wohl aus dem 18. oder vom Anfang des 19. Jahrhunderts | BW   |